# Civilization: Beyond Earth
Sid Meier’s Civilization: Beyond Earth ist ein Globalstrategiespiel, das von Firaxis entwickelt und im Oktober 2014 von 2K Games veröffentlicht wurde. Im November 2014 erschien es im Mac App Store und im Dezember 2014 erschien eine Portierung auf Linux. Es handelt sich um einen Ableger innerhalb der Sid Meier’s Civilization Spielereihe. Am 8. Oktober 2015 erschien eine Erweiterung namens Sid Meier’s Civilization: Beyond Earth – Rising Tide.

## Handlung
Beyond Earth nimmt eine Siegbedingung der Spielereihe auf: den Bau eines interstellaren Raumschiffs und beginnt in einer fernen Galaxie auf einem bewohnbaren Planeten nach der Landung. Ein vernichtendes Ereignis namens „der große Fehler“ auf der Erde sorgt dafür, dass mehrere Nationen dies tun.

## Spielprinzip
Das Spiel beginnt mit der Entscheidung einen Sponsor für die Weltraummission auszuwählen, wobei jede Nation einzigartige Vorteile besitzt. Ebenso bei der Auswahl der Crew werden unterschiedliche Startboni ausgewählt. Unterschiedliche Schiffe bieten bei der Besiedlung ebenfalls Vorteile. Das Spielfeld ist in Hexfelder aufgeteilt. Besiedelt wird der Erdboden als auch der Orbit. Der Planet wird von außerirdischen Kreaturen bevölkert, die jedoch weder eine andere Zivilisation darstellen noch Tiere sind. Sie bleiben passiv und schlagen erst aggressiv zurück, nachdem sie angegriffen wurden. Es gilt, die Nahrungsmittelproduktion aufzubauen. Als Ressource dient Energie. Zudem bietet das Spiel Quests, kleine, optionale Aufgaben. Auch die zu erforschenden Technologien sind teils außerirdisch geprägt. Um das Spiel zu gewinnen, muss entweder die gegnerische Hauptstadt erobert werden, mit einem Antennenrelais Erstkontakt mit intelligentem Leben hergestellt werden, ein Warpgate zur Erde öffnen um mehr Menschen zu retten oder den Planeten vollständig einzunehmen und die Biosysteme des Planeten erforschen und einen Superorganismus formen.

## Entwicklung
Obwohl das Spiel thematisch dem Firaxis-Titel Sid Meier’s Alpha Centauri sehr ähnelt, stellt es laut den Entwicklern keinen Nachfolger oder Vorläufer dar, was zunächst markenrechtliche Gründe hat, aber auch bewusste Design-Entscheidung war. Das Spiel basiert auf der Engine von Civilization V, stellt aber keine Erweiterung dar, sondern ist konzeptionell ein anderes Spiel.

## Rezeption
Civilization: Beyond Earth spiele sich erfrischend anders. Es sorge für futuristisches Flair und verzahne Forschung, Kultur und Ideologie auf neue ungewöhnliche Weise. Der Spielfluss sei komplex aber nicht verkopft und bleibe bis zum Finale spannend. Die Anfangsboni fallen wenig ins Gewicht, die Fraktionen spielen sich ähnlich und die Aliens seien nur anders verkleidete Barbaren bekannt aus der Hauptserie. Von dem Science-Fiction Anspruch und dem Reiz des Unbekannten bleibe wenig übrig. Im Vergleich zur Hauptserie fehle der Feinschliff. Die neuen Quests stechen positiv heraus. Die Balance hapere bei den Handelskonvois.